# 構造計算
構造計算（こうぞうけいさん、英: structural calculation あるいは structural analysis）とは、建築構造物・土木構造物などが、固定荷重・積載荷重・積雪荷重・風荷重・地震荷重などに対して、構造物がどのように変形し、構造物にどのような応力が発生するのかを計算することである。また、構造物がそのような変形や応力に耐えられるのかを判定することも含まれる。構造物の安全性や使用性を確認するのが目的である。最終的には、構造計算書として、A4の紙で100 - 5000枚程度にまとめられる。

## 構造物に加わる力
構造物は、次の力の組み合わせに対して、安全でなければならない。ただし、地震荷重と風荷重は同時に発生しないものとしてよい。
固定荷重（死荷重）
構造物の自重による力。どの構造物にも必ず発生する力。存在する限り永遠にあり続ける力。鉛直方向に加わる力。固定荷重は、木造では軽く、鉄骨造では中くらい、鉄筋コンクリート造では大変重くなる。柱・梁・壁・床・設備・仕上げに至るまで、構造物に付属しているものは何でも固定荷重に含まれる。これらの重さを求めることを、しばしば荷重拾いといい、単調で面倒な計算のひとつとなっている。
積載荷重（活荷重）
構造物に乗せる可動の物体の重さによる力。鉛直方向に加わる力。具体的には、建築では人や家具など、土木では車両などの重さのことを示す。積載荷重は、常に変動する。そのため、最小の場合と最大の場合、もしくは、標準的に定められた値について計算する。
積雪荷重
雪の重さによる力。鉛直方向に加わる力。積雪荷重は、地域により異なり、雪の多い地域では大きくなる。一方、雪の降らない地域では、積雪荷重の計算を省略することもある。
風荷重
風による力。主に水平方向に加わる力。風荷重は、構造物の表面積が大きいほど大きくなり、また、形状によっても異なる。木造建築物や高層ビル・吊り橋など、揺れやすい構造物では、風による力が支配的であり、計算結果に大きな影響を及ぼす。一方、鉄筋コンクリート造など重い構造物では、風による力より地震による力が支配的になるので、風荷重の計算を省略することもある。
地震荷重
地震による力。主に水平方向に加わる力。地震荷重は、運動の第2法則（{\displaystyle ma=F}）により、構造物が重いほど大きくなる。また、そもそも地震国日本では、地震による力が支配的であり、地震荷重が計算結果に大きな影響を及ぼす。
その他の荷重
構造物によっては、土圧や水圧などがある。

## 構造物に及ぼす影響
上記の力が発生すると、構造物は変形し、部材には応力を生じる。構造物の一部が過度に変形したとき、あるいは特定の部材の応力が許容される値を上回ったとき、構造物が部分的に破壊する。これが多くの箇所に生じたとき、構造物はついに崩壊に至る。
変位
構造物のある一点の移動量（Δx mm、Δy mm、Δz mm）と回転量（Δθxy rad、Δθyz rad、Δθzx rad）の計6個の値で表す（3次元の場合）。求める必要のある点について、必要な値を計算する。
応力
構造物のある部材に生じる力。軸方向力（軸力）N kN、せん断力Qxy kN、Qyz kN、曲げモーメントMxy kN⋅m、Myz kN⋅m、ねじりモーメント kN⋅mの計6個の値で表す（3次元の場合）。基本的にはすべての部材について、必要な値を計算する。

## 手計算とコンピュータ計算
構造計算は、昔は手計算が主流であったが、最近では、コンピュータを用いた計算が主流である。コンピュータを用いた計算でも、表計算ソフトやマクロ言語を使った簡単なものから、専用の構造計算ソフトを使った高度なものまである。また、構造物全体に対しては構造計算ソフトで、細部の検討は手計算でなどと、組み合わせることもある。
手計算
紙と鉛筆と電卓があればできる。ただし、計算ミスの恐れがある。また、非常に時間がかかる。このため、一部の計算については、簡便な表を使って求めたりする。この方法は、構造に関する詳しい知識をもっていなければできない。現場などにおいて緊急に計算しなければならない場合に、この方法が使われることが多い。
表計算ソフトやマクロ言語
パソコンと表計算ソフトがあればできる。ただし、数式や値の入力ミスの恐れがある。手計算ほどは時間はかからず、負担も少ない。また、一度テンプレートを作っておけば、次回から計算するときは便利である。この方法は、構造に関する詳しい知識をもっていなければできない。簡単な形状の構造物や小規模な木造の住宅などでは、この方法が使われることが多い。
専用の構造計算ソフト
今や主流であり、構造種別ごとに、また目的ごとにいくつかの種類が発売されている。GUI画面に形状や数値などを入力していくだけで、全自動で計算し、答えを出力してくれる。出力形式は、テキストファイル(*.txt)であることが多く、途中式は出力されない。扱い方に慣れてしまえば、非常に迅速に計算できる。その反面、構造に関する知識がなくても使えるので、そのような人が使った計算結果には問題がある。また、構造計算ソフトは非常に高価（100万円前後）であり、毎年の更新料もかかることもあり、企業でなければ導入・維持が困難である。建築の構造計算ソフトには一貫計算ソフト・応力解析ソフトが存在し、構造設計事務所では確認申請まで面倒をみてくれる一貫計算ソフトが使われる事が多い。ただし設計が複雑になってくると、一貫計算用ソフトでは解析が出来ない場合があるため、応力解析プログラムが必要となる場合もある。
- 日本製の計算ソフト - Build一貫+、Super Build／SS7 等
- 海外製の計算ソフト - Midas Gen、Revit Structure、Staad Pro、Prokon 等

## 計算手法
力学的にはどのように計算するのか、代表例を紹介する。これらを組み合わせることもある。
力の釣り合いやモールの定理による方法
いわゆる構造力学の教科書に載っている方法で計算する。小規模で簡単な構造物の場合によく用いられる。手計算の場合は必ずこの方法となる。
マトリックス変位法
構造物のすべての節点の変位と部材の応力を正確に求めることができる。トラス構造、ラーメン構造などによく用いられる。これは、コンピュータと専用のプログラムを用いて計算する。
有限要素法
構造物のすべての微小部分における変形と応力度を正確に求めることができる。床板や、不定形な形の構造物などによく用いられる。これは、コンピュータと専用のプログラムを用いて計算する。